# Bawlakhe
Bawlakhe (birmà: ဘော်လခဲမြို့) fou un dels estats que conformaven el territori dels Estats Karenni a Myanmar. Actualment és un poble de l'estat de Kayah.